# Шпротава (гміна)
Гміна Шпротава (пол. Gmina Szprotawa) — місько-сільська гміна у північно-західній Польщі. Належить до Жаґанського повіту Любуського воєводства.
Станом на 31 грудня 2011 у гміні проживало 21862 особи.

## Площа
Згідно з даними за 2007 рік площа гміни становила 232.31 км², у тому числі:
- орні землі: 55.00%
- ліси: 33.00%

Таким чином, площа гміни становить 20.53% площі повіту.

## Населення
Станом на 31 грудня 2011:
| Опис     | Загалом | Загалом | Чоловіки | Чоловіки | Жінки | Жінки |
| -------- | ------- | ------- | -------- | -------- | ----- | ----- |
| одиниця  | осіб    | %       | осіб     | %        | осіб  | %     |
| все      | 21862   | 100     | 10613    | 48.55    | 11249 | 51.45 |
| міське   | 12531   | 100     | 6011     | 47.97    | 6520  | 52.03 |
| сільське | 9331    | 100     | 4602     | 49.32    | 4729  | 50.68 |

## Сусідні гміни
Гміна Шпротава межує з такими гмінами: Болеславець, Жаґань, Кожухув, Маломіце, Неґославіце, Нове Мястечко, Пшемкув.